# Dominations (anges)
 (novembre 2012).
Si vous disposez d'ouvrages ou d'articles de référence ou si vous connaissez des sites web de qualité traitant du thème abordé ici, merci de compléter l'article en donnant les références utiles à sa vérifiabilité et en les liant à la section « Notes et références ».

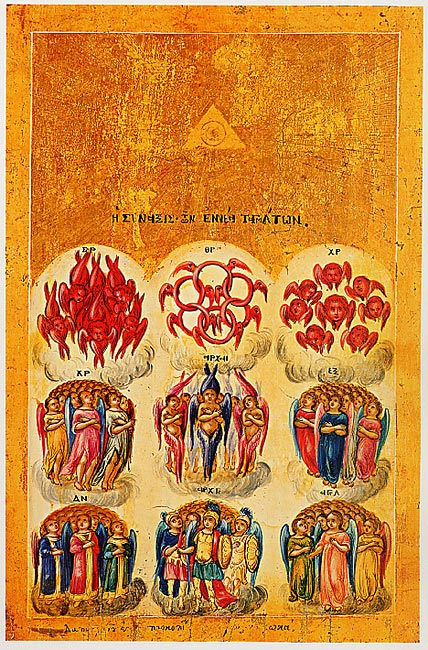
La hiérarchie céleste (Grèce, XVIIIe siècle).

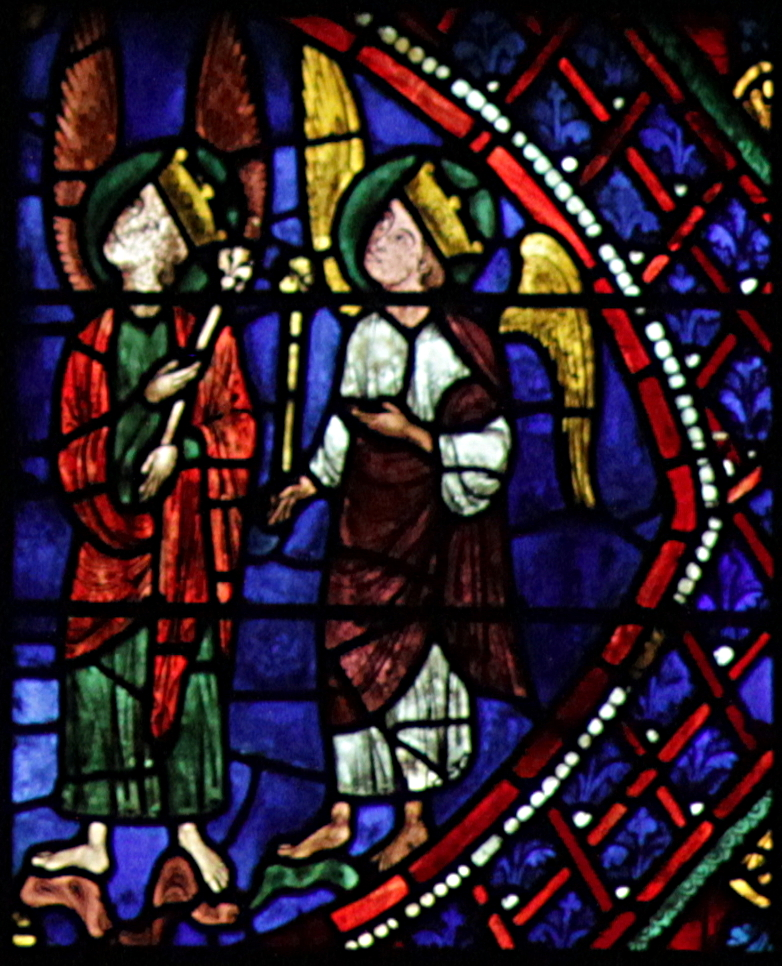
Les Dominations, le vitrail de saint Apollinaire.

Dans la Kabbale, le chœur des Dominations est le sixième niveau du monde céleste. Il est gouverné par l'archange Tsadqiel et sa planète est Jupiter.
Ce sont les exécutants des Cieux et ceux qui donnent les ordres. Ils décident ce qui doit être fait et accompli selon les buts cosmiques de Dieu.
|       | L'Un                                               |                           |
| 9 8 7 | Les Séraphins Les Chérubins Les Trônes             | HIÉRARCHIE CÉLESTE        |
| 6 5 4 | Les Dominations Les Vertus Les Puissances          | HIÉRARCHIE CÉLESTE        |
| 3 2 1 | Les Principautés Les Archanges Les Anges           | HIÉRARCHIE CÉLESTE        |
| 6 5 4 | L'Évêque Le Prêtre Le Diacre                       | HIÉRARCHIE ECCLÉSIASTIQUE |
| 3 2 1 | Les Moines Les Chrétiens baptisés Les Catéchumènes | HIÉRARCHIE ECCLÉSIASTIQUE |